# Statistische Hefte
Statistische Hefte: internationale Zeitschrift für Theorie und Praxis, häufig in der Kurzform Statistische Hefte verwendet, ist eine Statistik-Fachzeitschrift, die 1960 bis 1987 erschien und 1988 von den englischsprachigen Statistical Papers abgelöst wurde.

## Geschichte
Die Fachzeitschrift wurde 1960 von Günter Menges gegründet und von diesem bis 1983 herausgegeben.
Er strebte eine internationale Orientierung an, die sich im Untertitel der Zeitschrift widerspiegelt   und sich formal auch darin ausdrückte, dass die Titel und Zusammenfassungen in die Sprachen Französisch, Englisch und Russisch übersetzt wurden. Die erste Ausgabe erschien im Dezember 1960 im Verlag Vittorio Klostermann. Nach dem Tod von Günter Menges im Januar 1983 wurde eine Neuorientierung erforderlich. Von 1983 bis 1987 erschienen die Statistischen Hefte beim Springer-Verlag, herausgegeben von Günter Bamberg und Hans Schneeweiß unter dem modifizierten Titel Statistische Hefte / Statistical Papers. 1988 wurde die mehrsprachige Tradition aufgegeben und beschlossen, nur noch Artikel in englischer Sprache zu akzeptieren. Dies wurde auch durch die Umbenennung in Statistical Papers / Statistische Hefte signalisiert.